# Paul Troger

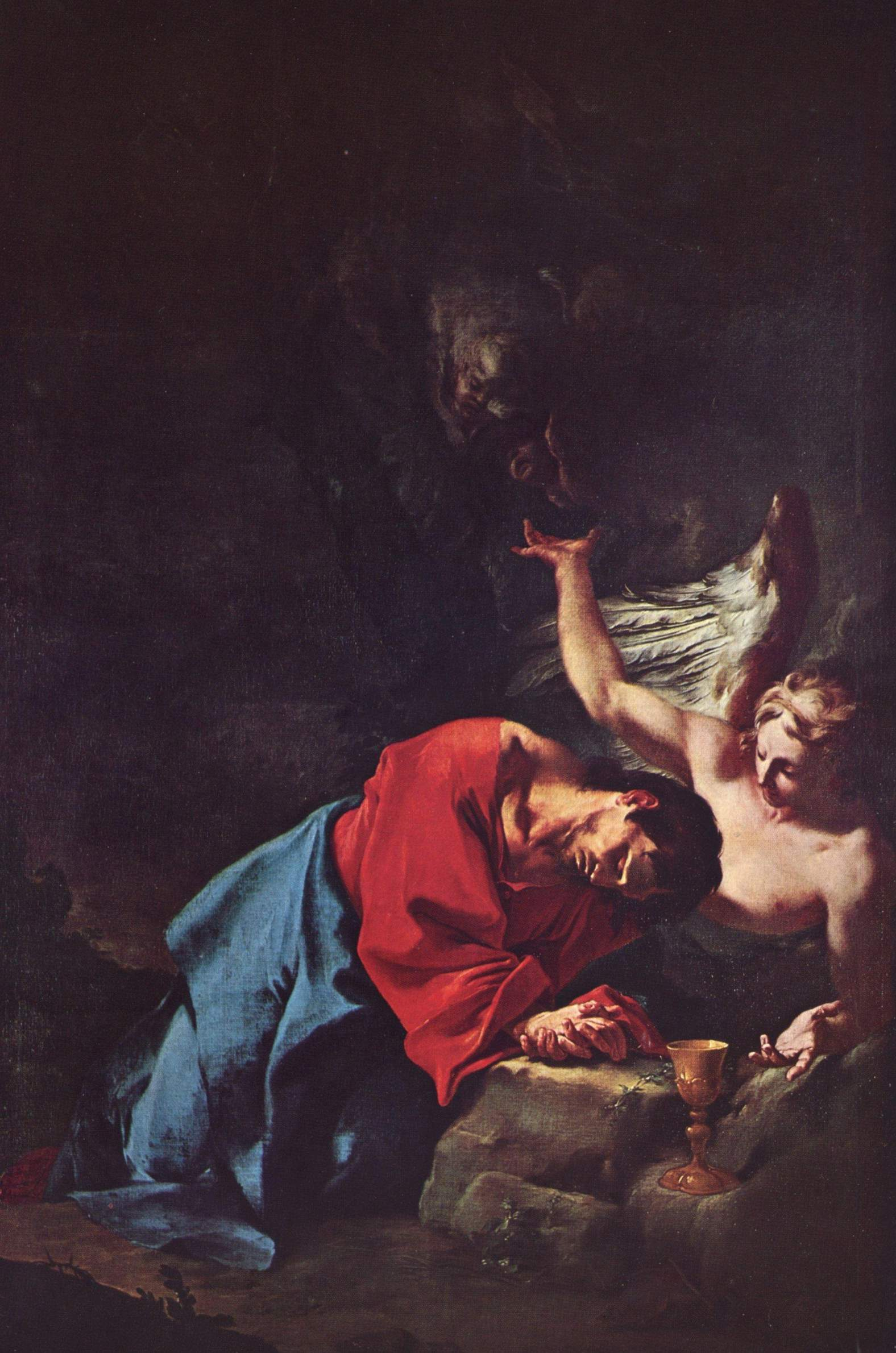
Le Christ au Mont des Oliviers, Vienne, Galerie du Belvédère.

Paul Troger, né le 30 octobre 1698 à Welsberg dans le Tyrol du sud (aujourd'hui Monguelfo-Tesido dans le Trentin-Haut-Adige) et mort le 20 septembre 1762 à Vienne, est un peintre baroque autrichien.

## Biographie
L'évêque de Gurk lui finance son Grand Tour d'Italie en 1722. Il peut donc travailler comme élève de l'atelier de Sebastiano Ricci à Venise ou de Francesco Solimena à Naples. Troger est aussi influencé par les œuvres du Tintoret et de Raphaël.
Troger crée son premier ouvrage de maîtrise en 1727-1728, le tableau d'autel et la fresque de la coupole de l'église Saint-Gaëtan à Salzbourg. Il se rend ensuite à Vienne, où les travaux de Rottmayr et de Gran dominent la vie artistique de la capitale ainsi qu'en Basse-Autriche où il travaille alors.
Troger se spécialise dans les commandes des grandes abbayes, avec ses compatriotes tyroliens, comme le peintre Johann Jakob Zeiller ou l'architecte Joseph Munggenast. Sa dernière œuvre d'importance, à la cathédrale de Brixen (1750) est remarquable d'expression. Il se spécialise ensuite dans les tableaux de plus petit format et devient recteur de l'académie des Beaux-Arts de Vienne en 1754-1757. 
Il manie le clair-obscur avec brio, ainsi que l'expressivité baroque que son élève Franz Anton Maulbertsch accentuera. Il eut aussi comme élèves Martin Knoller et Franz Xaver Wagenschön. Oskar Kokoschka au XXe siècle était impressionné par son style.

## Œuvres majeures
- Abbaye de Melk : Salle de Marbre et Bibliothèque, 1732
- Abbaye de Zwettl
- Abbaye d'Altenburg : Fresques des coupoles de l'église abbatiale, interprétant l'apocalypse de saint Jean (1733), et fresques dans la bibliothèque, dont les célèbres le roi Salomon et la reine de Saba (1742)
- Abbaye de Seitenstetten : Salle de Marbre (1735) et Grande Salle de la bibliothèque (1741)
- Abbaye de Geras : réfectoire (1738)
- Abbaye de Göttweig : Escalier impérial : L'apothéose de Charles VI
- Église de la Trinité de Dommelstadl (Basse-Bavière) (1752)
- Église paroissiale de Loosdorf : mMrtyre de saint Laurent et Sainte Trinité

## Galerie

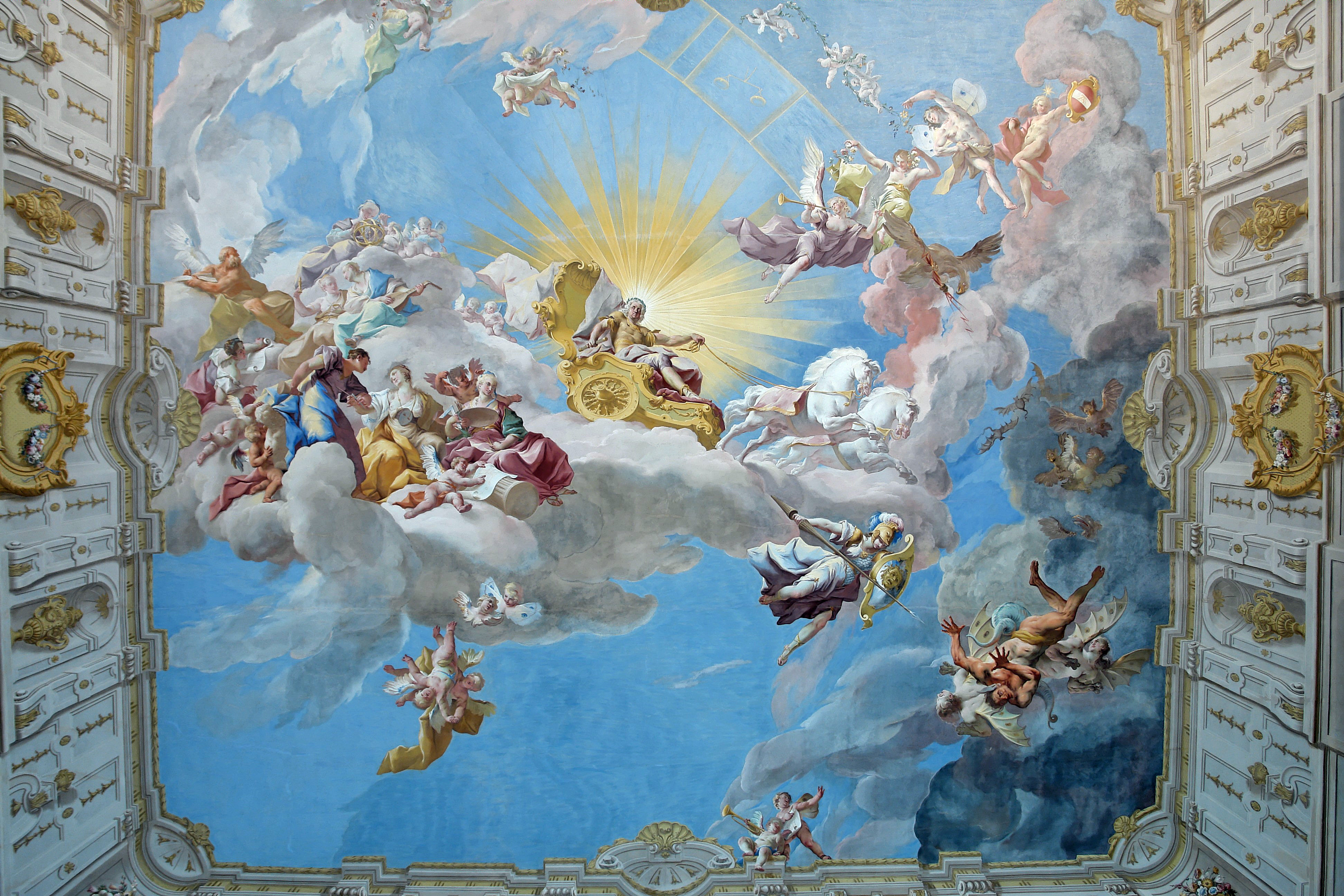
Abbaye de Göttweig : Apothéose de Charles VI dans l'Escalier impérial (1739)
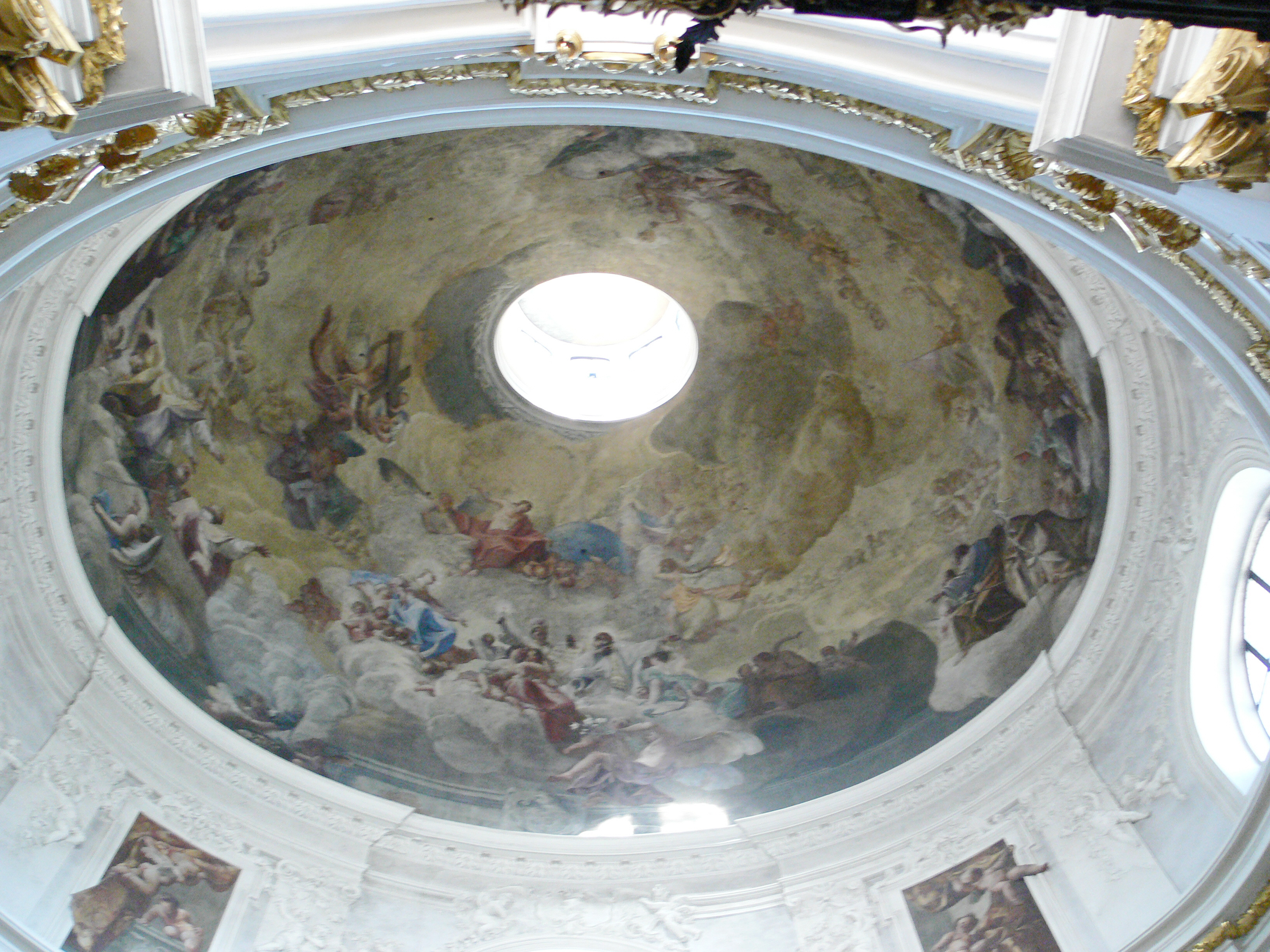
Église Saint-Gaëtan de Salzbourg, Gloire de saint Gaëtan
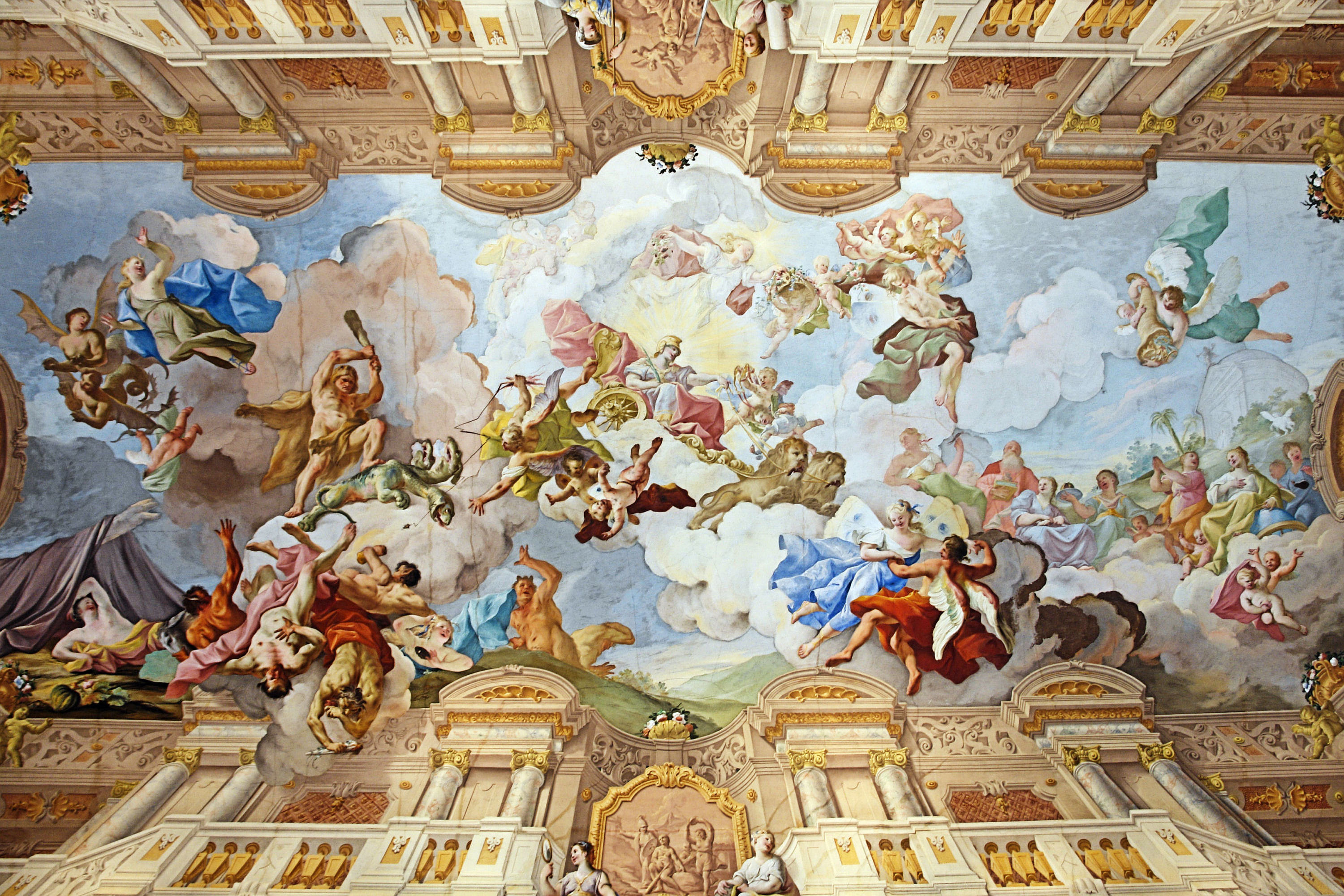
Fresques de la Salle de Marbre de l'abbaye de Melk
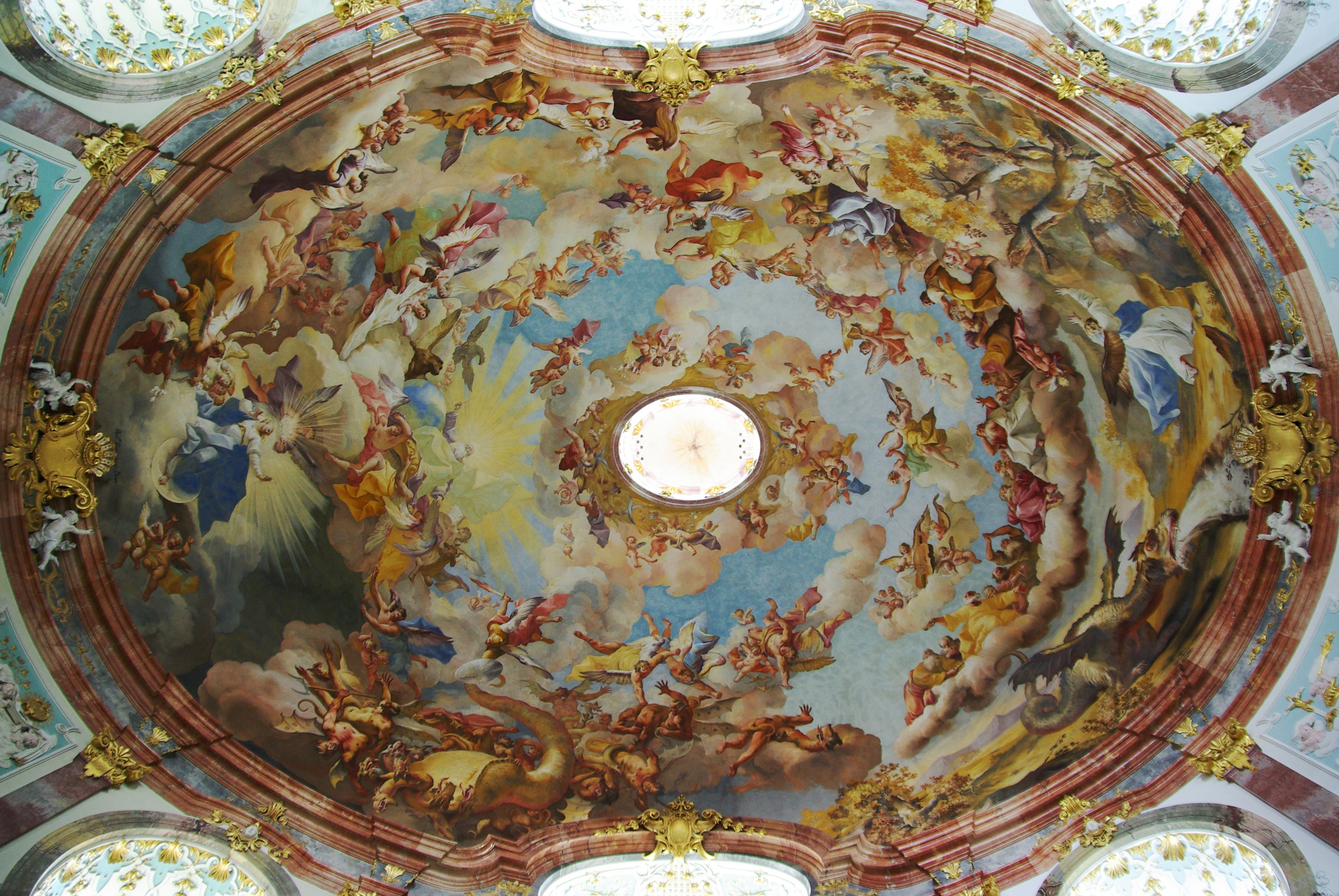
Coupole de l'abbaye d'Altenburg
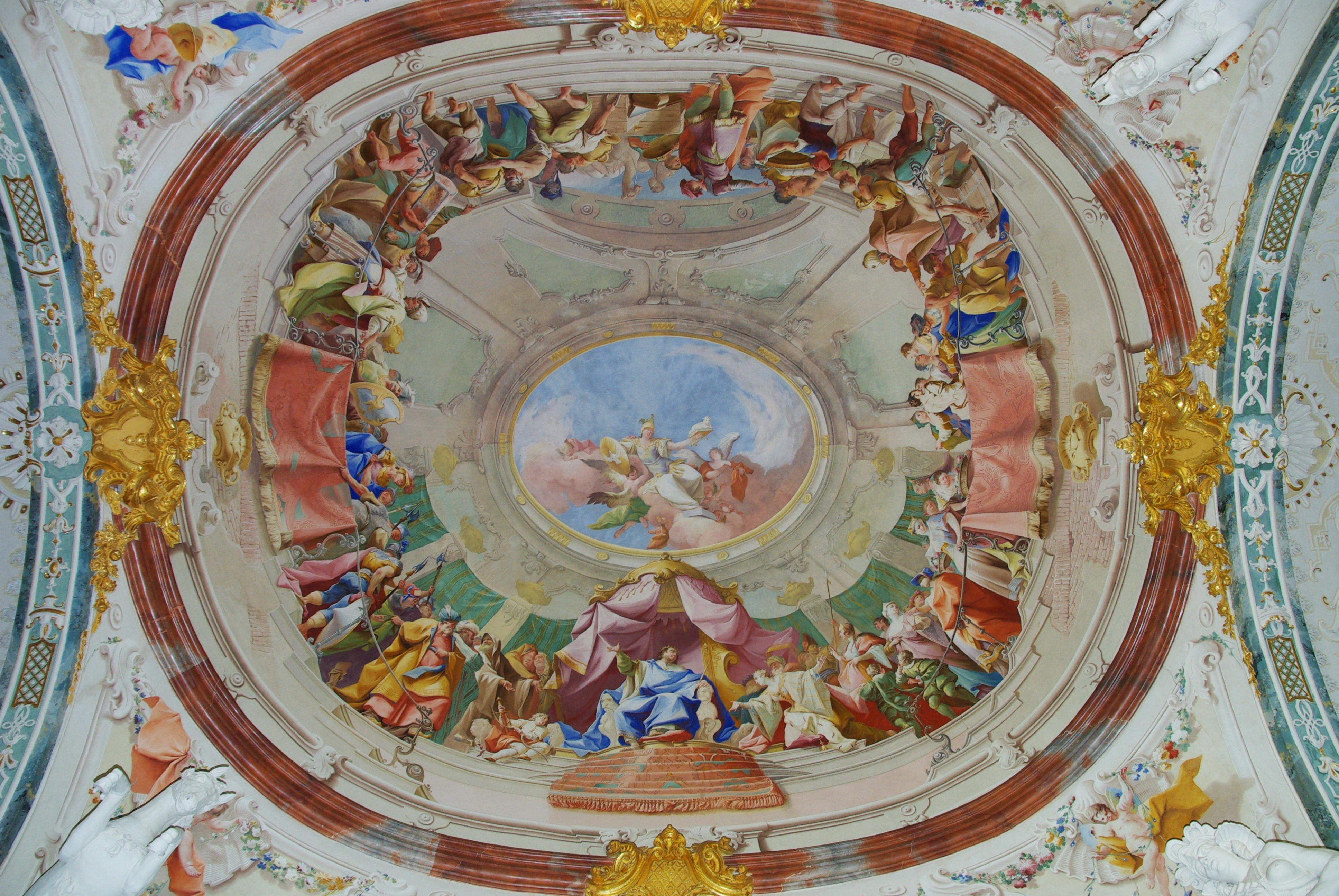
Bibliothèque de l'abbaye d'Altenburg